# Atsawaka
L'atsawaka, també anomenada atsahuaca, o atsawaka-yamiaka, és una llengua pano extingida del Perú. Atsahuaca és el nom que la tribu s'anomena a si mateixa, que significa "fills de la mandioca" en el seu propi idioma. Les grafies alternatives del nom de la llengua són atswakak, Atsawaca, Astahuaca, Yamiaca, Yamiaka, Atsawaka-Yamiaka, i Atsahuaca-Yamiaca. Tenia 20 parlants el 1904.

## Alfabet
L'alfabet atsawaka empre habitualment 24 lletres, i té 8 caràcters usats com a vocals.
| Caràcter comí | Versió alternativa | Símbol IPA |
| ------------- | ------------------ | ---------- |
| a             |                    | a          |
| e             | i, ï, y            | i          |
| i             |                    | i          |
| u             | o                  | ʊ ~ o      |
| an            | ã                  | ã          |
| en            | ẽ                  | ẽ          |
| in            | ĩ                  | ĩ          |
| un            | õ                  | õ          |
| c             | k, qu              | k          |
| d             | r                  | d          |
| ch            | č                  | tʃ         |
| f             |                    | ɸ ~ β      |
| h             | j                  | h          |
| m             |                    | m          |
| n             |                    | n          |
| p             |                    | p          |
| qu            |                    | k          |
| r             |                    | ɾ          |
| s             |                    | s          |
| x             | sh, š              | ʃ ~ ʂ      |
| t             |                    | t          |
| ts            |                    | ts         |
| w             | hu                 | w          |
| y             |                    | j          |

## Vocabulari
Home - t'harki
Dona - tcinani
Si - ei
No - tcama
Te - ita
Arbre - isthehowa